# Édouard Debat-Ponsan

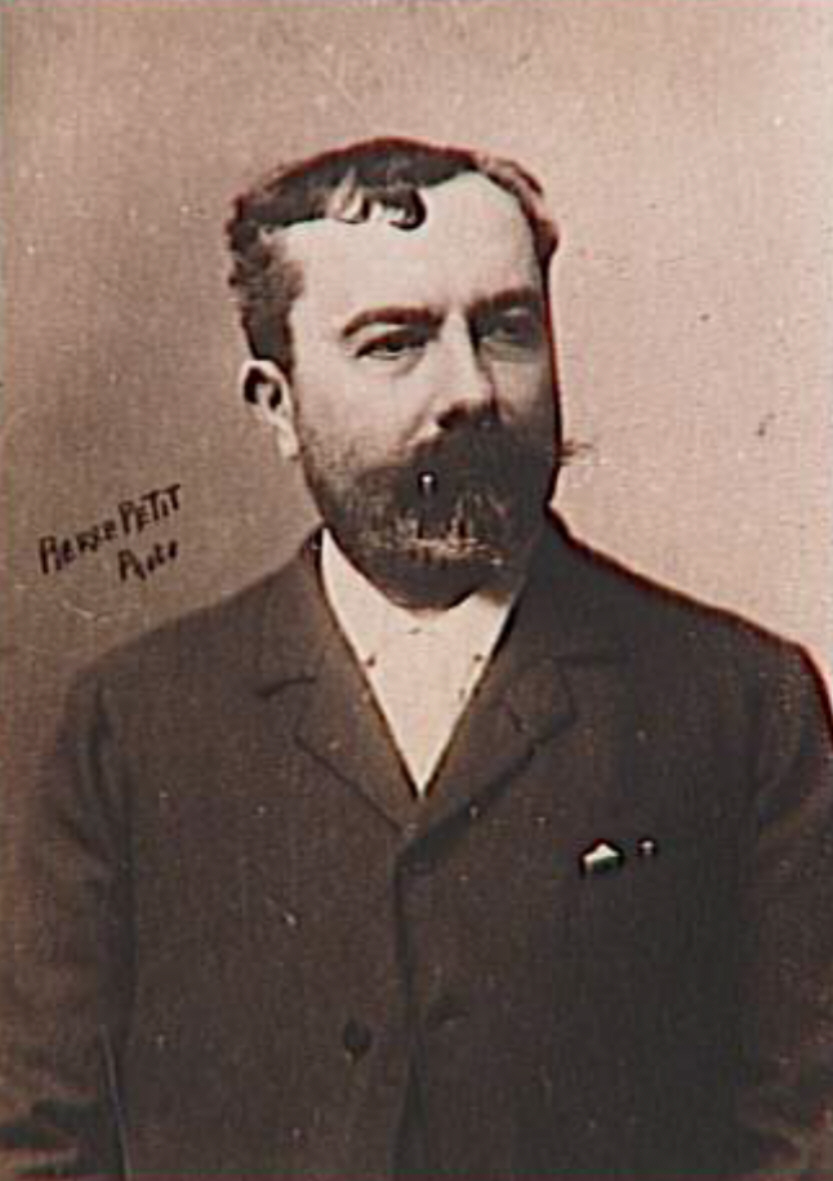
Édouard Debat-Ponsan

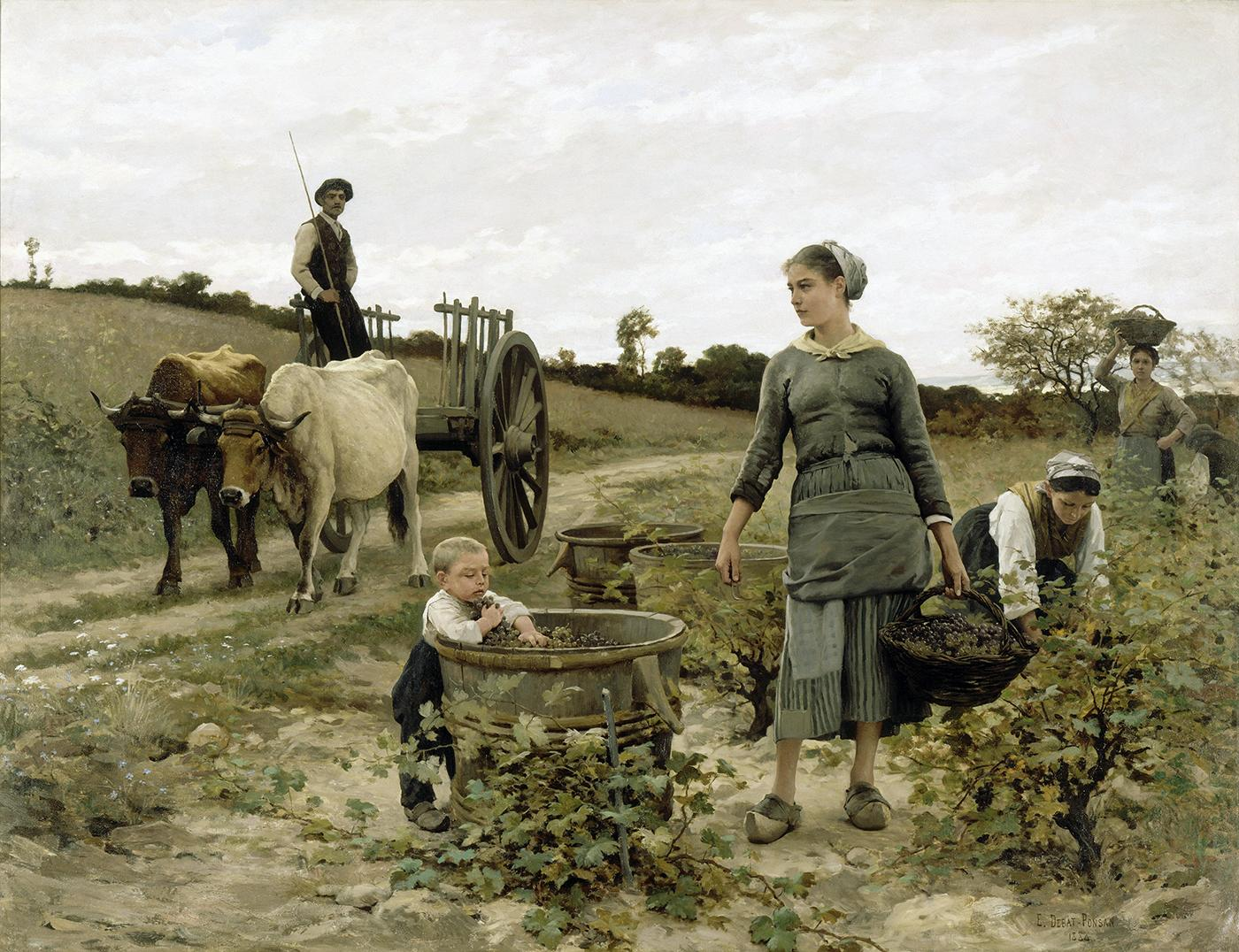
Winkel im Weinberg, 1886

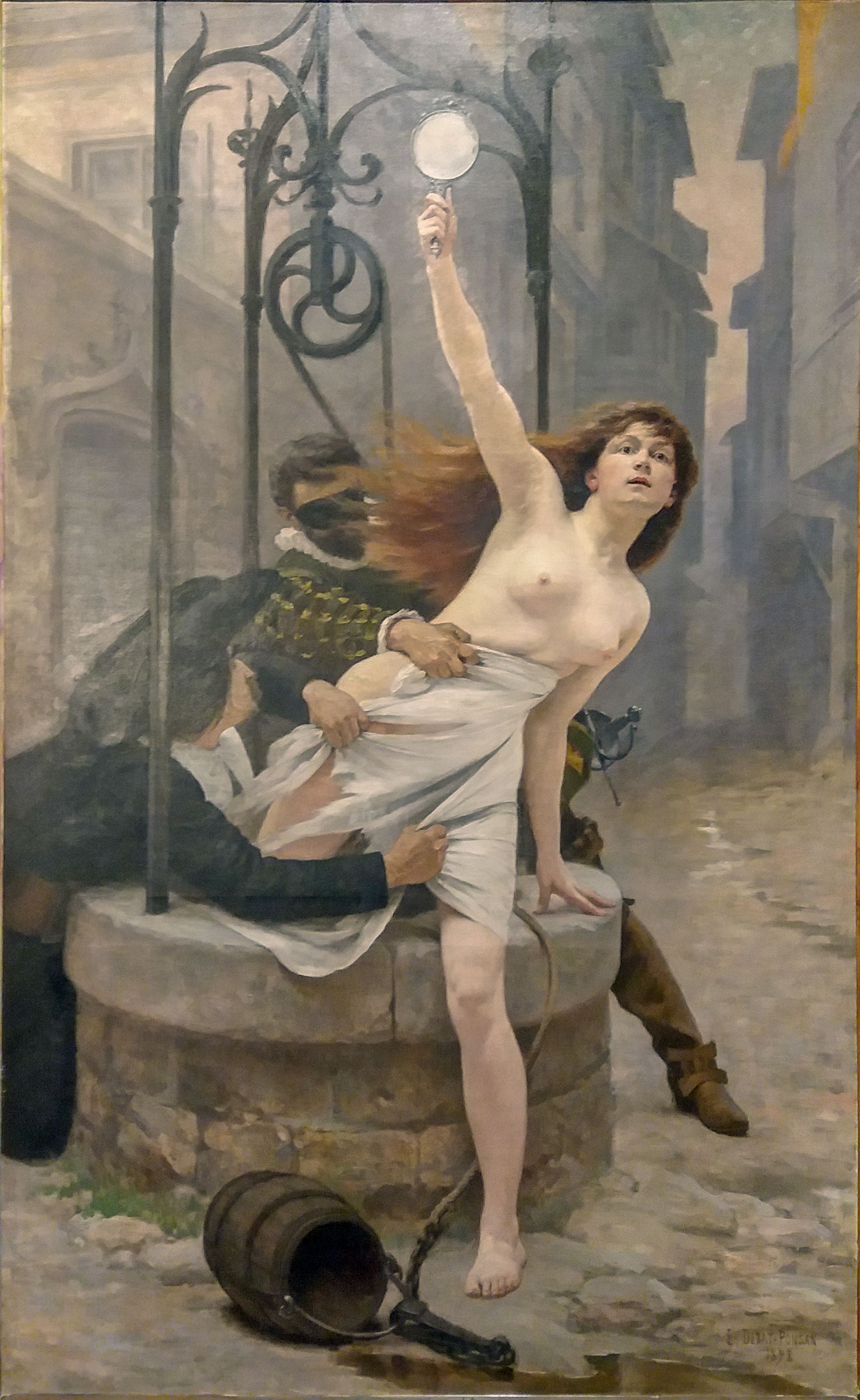
Die Wahrheit steigt aus dem Brunnen (1898), oft als Kommentar zur Dreyfus-Affäre interpretiert

Édouard Bernard Debat-Ponsan (* 25. April 1847 in Toulouse, Département Haute-Garonne; † 29. Januar 1913 in Paris) war ein französischer Maler. 

## Leben
Édouard Debat-Ponsan war ein Sohn von Jacques Debat-Ponsan und dessen Ehefrau Elisabeth Martel; der Maler Jules-Arsène Garnier war sein Schwager. Mit 14 Jahren kam er 1861 an die École des Beaux-Arts (EBA) seiner Heimatstadt. Mit Unterstützung seiner Lehrer konnte er um 1865 nach Paris gehen, um an der dortigen EBA u. a. bei Alexandre Cabanel zu studieren.
Auf Cabanels Fürsprache zeigte 1870 die große Jahresausstellung des Salon de Paris zwei Werke Debat-Ponsans, Le récit de Philetas und Au sortir de la carrière. Noch im selben Jahr meldete er sich als Freiwilliger zur Teilnahme am Deutsch-Französischen Krieg. 
Nach Kriegsende ließ sich Debat-Ponsan wieder in Paris nieder und gründete ein eigenes Atelier. Wenig später heiratete er Marguerite Garnier und hatte mit ihr drei Kinder: Marguerite Jeanne (1879–1929; sie wurde später Ärztin und heiratete Robert Debré), Jacques (1882–1942; er wurde später ein vielbeachteter Architekt) und Simone (1886–1986; sie heiratete später Jacques Dupré). Der erste Premierminister der Fünften Republik – Michel Debré – war sein Enkel. 
Als Kriegsveteran und als Anhänger der Republikaner nahm er 1898 Partei für Émile Zola, als dieser mit seiner Schrift „J'accuse ..!“ für Alfred Dreyfus eintrat, der wegen eines antisemitisch gefärbten Spionagevorwurfs verurteilt worden war.
Im Frühjahr 1882 unternahm Debat-Ponsan eine Studienreise in die Türkei und nach Griechenland. Seine Eindrücke und Skizzen bildeten die Basis für viele Bilder, mit denen sich Debat-Ponsan als wichtiger Vertreter des Orientalismus empfahl. 
Mit beinahe 66 Jahren starb Édouard Debat-Ponsan am 29. Januar 1913 in Paris und fand dort auch seine letzte Ruhestätte.

## Ehrungen
- 1874: Prix Troyon, benannt nach Constant Troyon

## Werke (Auswahl)
- Le récit de Philetas.
- Au sortir de la carrière.
- Massage - scène de Hammam.
- Coin de vigne.
- La veritè sortant du puits.